# Philippe Coulangeon
Philippe Coulangeon, né le 31 août 1968, est un sociologue français, directeur de recherches au CNRS. Ses thèmes de recherche ont trait à la sociologie des pratiques culturelles, à la stratification sociale des goûts, à la culture de masse et aux inégalités, et à la démocratisation de la culture. Une part importante de ses publications analysent aussi l'évolution des parcours professionnels dans les métiers artistiques et culturels, et en premier lieu dans le domaine de la musique.

## Biographie

### Jeunesse et études
Philippe Coulangeon est reçu à l'agrégation de sciences économiques et sociales en 1992. Il passe un DEA de sociologie à l'université de Bordeaux II en 1993. 
En 1998, il obtient un doctorat de sociologie à l’École des hautes études en sciences sociales. Il est habilité à diriger des recherches depuis 2009.

### Parcours professionnel
Professeur de sciences économiques et sociales dans l’enseignement secondaire de 1993 à 1999, il est ensuite chargé de recherches au CNRS de 1999 à 2009, puis Directeur de recherche au CNRS depuis cette date.
Il enseigne à l'Institut d'études politiques de Paris et mène de la recherche au sein de l'Observatoire sociologique du changement. Il enseigne également à l'École nationale de la statistique et de l'administration économique, à l'Université de Université Paris-XIII.
Il est membre associé du Centre de recherche en économie et statistique au sein du laboratoire de sociologie quantitative depuis mai 2003, membre du Centre de sociologie du travail et des arts dépendant de l'EHESS d'octobre 1999 à décembre 2004, et de l'observatoire sociologique du changement, dépendant de Sciences-po, depuis janvier 2005.

## Thèmes traités
À la suite de Bourdieu et de son capital culturel, il travaille sur les inégalités et la démocratisation culturelles, et publie « les Métamorphoses de la distinction : Inégalités culturelles dans la France d’aujourd’hui », en référence à La Distinction. Si toutefois les frontières entre culture savante et culture populaire se sont déplacées, avec l'émergence de la notion d'éclectisme, ce n'est pas pour autant que les mécanismes de distinction culturelle se sont affaiblis,. Ce thème est traité dès 2005 dans Sociologie des pratiques culturelles

## Publications

### Ouvrages
- Culture de masse et société de classes: le goût de l'altérité, Paris, PUF, 2021
- sous la direction de et avec Julien Duval, Trente ans après La Distinction, de Pierre Bourdieu, Paris, La découverte, 2013
- Les métamorphoses de la distinction. Inégalités culturelles dans la France d'aujourd'hui, Paris, Grasset, coll. « Mondes vécus », 2011, 165 p.,  (ISBN 9782246769712)[7]
- Sociologie des pratiques culturelles, La Découverte, coll. « Repères Sociologie », 2005, 125 p.,  (EAN 9782707138989)[8].
- Les musiciens interprètes en France : portrait d'une profession, La Documentation française, coll. "Questions de culture", 2004, 350 p.  (EAN 9782110942784)
- Les musiciens de jazz en France à l'heure de la réhabilitation culturelle : sociologie des carrières et du travail musical, L'Harmattan, 1999, 268 p.  (EAN 9782738482655)
- Philippe Coulangeon, « Les métamorphoses de la légitimité. Classes sociales et goût musical en France, 1973-2008 », Actes de la recherche en sciences sociales, 2010/1-2, n° 181-182, p. 88-105.